# Sender Stettin
Der Sender Stettin war eine Rundfunksendeanlage in Stettin, die 1925 ihren Sendebetrieb aufnahm. Die Leistung des verwendeten Senders, der auf der Frequenz 1.059.337 Hz (Wellenlänge 283 Meter) im Mittelwellenbereich arbeitete, betrug 500 Watt und ermöglichte einen Empfang mit Detektorradios im Umkreis von 20 Kilometern. 
Ab 1929 übertrug der Sender das Programm der Funk-Stunde Berlin AG für die Provinz Pommern. 
1934 wurde für diese Anlage ein 93 Meter hoher Holzturm errichtet. Allerdings musste dieser schon etwa 2 Jahre später abgetragen werden. Von Dezember 1936 bis 1938 diente eine zwischen zwei Masten gespannte Behelfsantenne als Sendeantenne. Vom 18. November 1938 bis zur Zerstörung der Anlage im Jahr 1945 diente ein selbststrahlender 50 Meter hoher Rundstahlmast als Sendeantenne.
Nach Inkrafttreten des Luzerner Wellenplans im Jahr 1934 wurde der Sender dem „Norddeutschen Gleichwellennetz“ angegliedert und übertrug seitdem bis 1945 das vom Muttersender Hannover ausgestrahlte Programm aus Hamburg.
Der in der Innenstadt, auf dem Gelände Alter-Militär-Kirchhof, errichtete Gitter-Sendemast wurde 1945 gesprengt. Nach 1945 errichtete der polnische Rundfunk eine neue Sendeanlage in Warszewo.